# Каштаньєйра-ду-Вога
Каштаньє́йра-ду-Во́га (порт. Castanheira do Vouga; МФА: [kɐʃ.tɐ.ˈɲɐj.ɾɐ du ˈvo.gɐ]) — колишня парафія в Португалії, в муніципалітеті Агеда. Перебувала у складі округу Авейру.  Входила до регіону Центр. За старим адміністративним поділом, що був чинним до 1976 року, територія парафії належала провінції Берегова Бейра.  Ліквідована 28 січня 2013 року. Увійшла до складу парафії Белазайма-ду-Шан, Каштаньєйра-ду-Вога і Агадан. Площа парафії — 34,41 км², населення — 639 ос. (2011), густота населення — 18,57 осіб/км²
. Патрон — святий Мамант. Поштовий індекс — 3750. Код  — 010107.

## Географія

Агеда (2013)
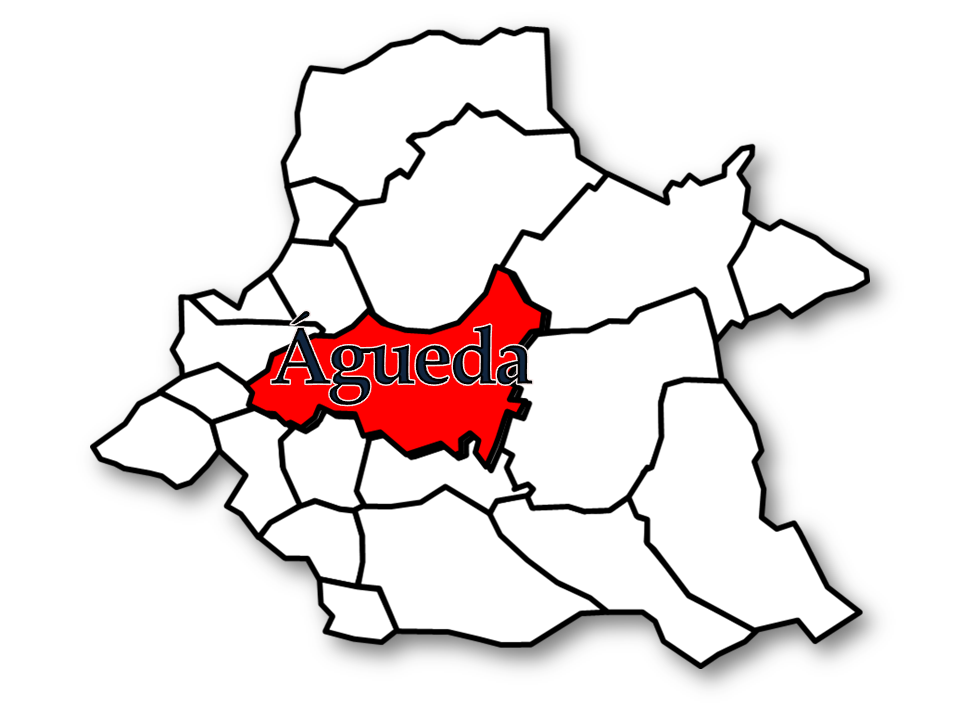
Агеда
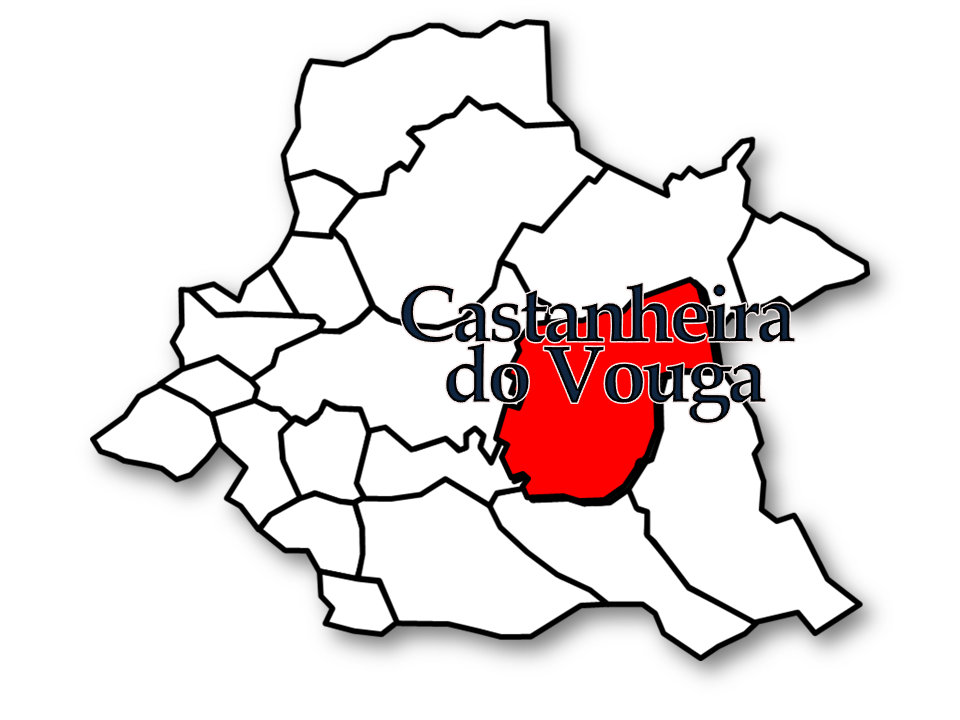
Каштаньєйра-ду-Вога

## Населення
| Кількість мешканців | Кількість мешканців | Кількість мешканців | Кількість мешканців | Кількість мешканців | Кількість мешканців | Кількість мешканців | Кількість мешканців | Кількість мешканців | Кількість мешканців | Кількість мешканців | Кількість мешканців | Кількість мешканців | Кількість мешканців | Кількість мешканців |
| ------------------- | ------------------- | ------------------- | ------------------- | ------------------- | ------------------- | ------------------- | ------------------- | ------------------- | ------------------- | ------------------- | ------------------- | ------------------- | ------------------- | ------------------- |
| 1864                | 1878                | 1890                | 1900                | 1911                | 1920                | 1930                | 1940                | 1950                | 1960                | 1970                | 1981                | 1991                | 2001                | 2011                |
| 614                 | 693                 | 658                 | 633                 | 678                 | 565                 | 744                 | 882                 | 862                 | 864                 | 763                 | 772                 | 641                 | 708                 | 639                 |